# Liste ehemaliger Synagogen im Westerwald
Von den 24 bekannten Synagogen, die sich auf dem Gebiet des Westerwalds befanden, konnten nur wenige der Zerstörung durch die Nationalsozialisten während der Novemberpogrome 1938 entgehen. Bei den erhaltenen Gotteshäusern handelt es sich meist um Gebäude, die von ihren Gemeinden zuvor aufgegeben worden waren, oder deren Vernichtung aufgrund der Nähe zu angrenzenden Häusern nicht oder nur unvollständig vollzogen wurde.
Die folgende Liste führt die zerstörten sowie die heute anderweitig genutzten Gebäude ehemaliger Synagogen im Westerwald auf.
| Ort                                                           | Bild | Gemeinde | Errichtung | Bemerkungen |
| ------------------------------------------------------------- | ---- | --- | --- | --- |
| Altenkirchen (Westerwald) Landkreis Altenkirchen (Westerwald) |      | Jüdische Gemeinde Altenkirchen (Westerwald) | Zunächst Bethaus in der Kölner Straße, 1894 Synagoge Frankfurter Straße | Am 9. November 1938 zerstört und abgerissen |
| Betzdorf Landkreis Altenkirchen                               |      | Gehörte zu Jüdische Gemeinde Hamm (Sieg) | Betraum im Hotel Stangier, Viktoriastraße. | |
| Dierdorf Landkreis Neuwied                                    |      | Jüdische Gemeinde Dierdorf | Synagoge Hauptstraße | Am 9. November 1938 zerstört und 1946 abgerissen |
| Ellar Landkreis Limburg-Weilburg                              |      | Jüdische Gemeinde Ellar | Betraum Bornweg, erbaut Anfang des 19. Jh. | Bereits im Jahr 1933 abgerissen |
| Freilingen Westerwaldkreis                                    |      | Jüdische Gemeinde Freilingen | Um 1721 | Seit 1817 erste Synagoge, zweites Synagogengebäude Ecke Bergstraße/Hohe Straße. Vor Erstem Weltkrieg verzogen die Freilinger Juden nach Selters. |
| Frickhofen/Langendernbach Landkreis Limburg-Weilburg          |      | Jüdische Gemeinde Frickhofen/Langendernbach | Um 17. Jh.; seit 18. Jh. Betraum und zeitweilig Religionsschule in Frickhofen (Egenolfstraße 7), Langendernbach (Dornburg) Ackerstraße (früher An der Ackerhohl) genutzt seit 1857          | Beide Gebäude nicht zerstört (Frickhofen wird heute als Wohnhaus genutzt), Langendernbacher Gebäude nach 1951 abgerissen |
| Gemünden Westerwaldkreis                                      |      | Jüdische Gemeinde Gemünden mit Rennerod, ab 1856 in die Jüdische Gemeinde Westerburg eingegliedert                                                                 | Um 1810 | Seit 1800 Synagoge in der Judengasse 6 mit Rennerod bis 1919; wanderten 1935 nach Rotterdam aus. |
| Hachenburg Westerwaldkreis                                    |      | Jüdische Gemeinde Hachenburg mit Alpenrod, Höchstenbach, Kirburg, Kroppach, Steinebach an der Wied                                                                 | Zunächst Synagoge in der Judengasse. Nutzung der Synagoge wurde bereits 1897 beendet. 1897 Neubau                                                                                           | Das Gebäude der ehemaligen Synagoge in Hachenburg am Alexanderring blieb erhalten. Nach Umbau wird es heute als Wohn- und Geschäftshaus genutzt. |
| Hadamar Landkreis Limburg-Weilburg                            |      | Synagoge (Hadamar) | 1641 gegr., 1839–1841 Nonnengasse 6 gegenüber dem St. Anna-Krankenhaus errichtet. | Innenausstattung 1938 zerstört; in Brand gesetzt – Brand wurde von Nachbarn gelöscht. Seit 1982 Gedenk- und Erinnerungsstätte mit Dokumentation. Dauerausstellung zur jüdischen Geschichte in Hadamar |
| Haiger Lahn-Dill-Kreis                                        |      | Jüdische Gemeinde Haiger | 18.. (?) Synagoge, Bahnhofstraße 57 | Im Jahr 1989 abgerissen |
| Hamm (Sieg) Landkreis Altenkirchen                            |      | Jüdische Gemeinde Hamm (Sieg) mit Rosbach, Wissen und Betzdorf | Um 1883 | In der Nacht vom 9. auf den 10. November 1938 zerstört, 1945 abgerissen. Gedenkstätte am Synagogenplatz und David-Haus (KulturHausHamm/Sieg) |
| Herborn Lahn-Dill-Kreis                                       |      | Jüdische Gemeinde Herborn, Bezirksrabbinat Herborn | Errichtet um 1680. Synagoge Am Kornmarkt 22 (wurde seit 1840 nicht mehr genutzt, wird heute als Wohn- und Geschäftshaus genutzt). Zweite Synagoge Hinter dem Amtsgericht, errichtet um 1875 | Am 9. November 1938 brannte das Dach aus. Im Jahr 1982 abgerissen |
| Höhr-Grenzhausen Westerwaldkreis                              |      | Jüdische Gemeinde Grenzhausen | 1863, Kasinostraße 9 | Am 9. November 1938 nicht zerstört, da von Sturmabteilung (SA) irrtümlich für bereits an einen nichtjüdischen Bürger verkauft gehalten, heute Wohnhaus |
| Maxsain Westerwaldkreis                                       |      | Jüdische Gemeinde Maxsain | 1845 Bethaus, Kirchstraße 15, dann Synagoge Kirchstraße 23 | Nach Erstem Weltkrieg aufgegeben. Heute Geschäft (Schönstraße 14) |
| Mengerskirchen Lahn-Dill-Kreis                                |      | Jüdische Gemeinde Mengerskirchen | Betraum, Gemeinde mit Reichenborn | |
| Meudt Westerwaldkreis                                         |      | Jüdische Gemeinde Meudt | Bethaus Kirchstraße 15, dann 1880/81 Synagoge, Kirchstraße 23 | Am 9. November 1938 zerstört und abgerissen |
| Mogendorf Westerwaldkreis                                     |      | Jüdische Gemeinde Mogendorf | 1850 Synagoge, Fuhrgasse | Am 9. November 1938 zerstört |
| Montabaur Westerwaldkreis                                     |      | Jüdische Gemeinde Montabaur | 17. Jh. Betsaal, 1889 Synagoge Wallstraße 5 | Am 9. November 1938 zerstört |
| Puderbach Landkreis Neuwied                                   |      | Jüdische Gemeinde Puderbach (mit Oberlahr, ab 1924 mit Steimel und Urbach)                                                                                         | Ab Mitte des 19. Jhdts. zwei Betstuben, 4./5. August 1911 Synagoge in der Barentoner Straße (an der Eisenbahnlinie)                                                                         | Am 9. November 1938 zerstört |
| Schupbach Landkreis Limburg-Weilburg                          |      | Synagoge Schupbach. Die jüdische Gemeinde Schupbach mit ihren Filialorten Obertiefenbach, Heckholzhausen, Gaudernbach und Wirbelau besaß 1877 rund 180 Mitglieder. | 1816 entstand eine erste „Judenschule“ im Ort, die 1877 nach weitgehendem Neubau als Synagoge geweiht wurde.                                                                                | Im größeren Trakt befand sich oben der Synagogensaal und unten (bis 1904) die Schulstube. Der Seiten- und Eingangsbau nahm Treppen, Empore und Bad auf. Nachträglich verputzter Backstein. Bei Auflösung der jüdischen Gemeinde im Jahr 1935 wurde die Synagoge veräußert, daher nicht zerstört, aber erheblich verändert, entleert und als Lagerraum verwendet. Noch heute befindet sie sich in Privatbesitz. Die Rekonstruktion zeigt deutlicher den mittelalterlichen Rundbogen- und Lisenenstil von 1877. Im Jahr 2010 gründete sich ein Verein, der sich für den dauerhaften Erhalt der Synagoge einsetzt. |
| Selters Westerwaldkreis                                       |      | Jüdische Gemeinde Selters mit Herschbach, Nordhofen und Rückeroth                                                                                                  | 1705/06–1850 Erste Synagoge, anschl. Hauskauf Gartenstraße | Am 9. November 1938 zerstört und 1940 abgerissen |
| Urbach Landkreis Neuwied                                      |      | Jüdische Gemeinde Urbach (mit Horhausen) | | (Am 9. November 1938 zerstört.)(noch abzuklären) |
| Waldbreitbach Landkreis Neuwied                               |      | Jüdische Gemeinde Waldbreitbach | (…) | Am 9. November 1938 zerstört und 1942 abgerissen |
| Westerburg Westerwaldkreis                                    |      | Synagoge Westerburg der Jüdischen Gemeinde Westerburg | 1766 Betraum; 1824 Erste Synagoge, anschl. Neubau nach 1910 | Am 9. November 1938 Fenster und das Innere zerstört. Heute gewerbliche Nutzung |